# 1992 WB2
1992 WB2 är en asteroid i huvudbältet som upptäcktes den 18 november 1992 av de båda japanska astronomerna Seiji Ueda och Hiroshi Kaneda i Kushiro.
Asteroiden har en diameter på ungefär 6 kilometer och den tillhör asteroidgruppen Astraea.